# Thomas McDonell
Thomas McDonell (* 2. května 1986) je americký filmový a televizní herec, zpěvák a kytarista, člen kapely Moon.

## Život a kariéra
Narodil se na Manhattanu, ale studoval v Andoveru ve státě Massachusetts. Jeho matkou je spisovatelka Joanie McDonell a otcem editor Terry McDonell, starším bratrem pak spisovatel Nick McDonell. Později se zapsal na New York University, kterou úspěšně dokončil a začal se věnovat herecké kariéře. Roku 2008 se představil v malé roli ve filmu Zakázané království režiséra Roba Minkoffa, v němž hlavní role ztvárnili Jackie Chan a Jet Li. O dva roky později se představil v dramatu Twelve (režie Joel Schumacher) a krátkometrážní komedii The Roast (režie Eden Caleová). Později hrál v řadě dalších filmů; dále hrál například v seriálech Zajatci předměstí a The 100.

## Filmografie

### Film
| Rok  | Název                 | Role                   | Poznámky         |
| ---- | --------------------- | ---------------------- | ---------------- |
| 2008 | Zakázané království   | mladý jižan            |                  |
| 2010 | Twelve                | dítě                   |                  |
| 2011 | Maturiťák             | Jesse Richter          |                  |
| 2012 | Kde je Albert?        | Aaron Riley            |                  |
| 2012 | Temné stíny           | mladý Barnabus Collins | vystřižená scéna |
| 2014 | Life After Beth       | Dan                    | vymazaná scéna   |
| 2014 | Where the Devil Hides | Trevor                 |                  |
| 2014 | I'm Obsessed with You | Freddie Diaz           |                  |

### Televize
| Rok       | Název                            | Role          | Poznámky                                         |
| --------- | -------------------------------- | ------------- | ------------------------------------------------ |
| 2010      | Zákon a pořádek: Zločinné úmysly | Eddie Boyle   | díl: „Broad Channel“                             |
| 2011      | Made in Hollywood                | Sám sebe      | díl „6“                                          |
| 2012–2013 | Zajatci předměstí                | Scott Strauss | vedlejší role (1. řada), 4 díly                  |
| 2014–2015 | The 100                          | Finn Collins  | hlavní role (1.–2. řada), 22 dílů                |
| 2017      | So Long Road Home                | Carl Wild     | vedlejší role (1. řada), 8 dílů                  |
| 2018      | LA to Vegas                      | Justin        | díl „Things to Do in Vegas When You're Grounded“ |
| 2018      | Good Girls                       | Brian         | díl „Taking Care of Business“                    |

### Hudební videoklipy
| Rok  | Název                                    | Umělec              |
| ---- | ---------------------------------------- | ------------------- |
| 2011 | Your Surrender (Maturiťák filmová verze) | Neon Trees          |
| 2012 | This Kiss                                | Carly Rae Jepsenová |